# Trpík
Trpík település Csehországban, az Ústí nad Orlicí-i járásban. Trpík Damníkov, Luková, Anenská Studánka, Mladějov na Moravě és Rychnov na Moravě településekkel határos. Lakosainak száma 88 fő (2024. január 1.).

## Népesség
A település lakosságának változását az alábbi diagram mutatja:
| Lakosok száma | 326  | 286  | 266  | 113  | 78   | 63   | 83   | 84   | 91   | 88   |
|               | 1869 | 1900 | 1921 | 1961 | 1980 | 2011 | 2016 | 2019 | 2021 | 2024 |